# Diriyah
Diriyah (en árabe: الدرعية‎; también conocido Ad-Dir'iyah, Ad-Dar'iyah o Dir'aiyah) es una ciudad de Arabia Saudita, que se encuentra en la periferia noroeste de la capital saudita, Riad. Diriyah fue el origen de la familia real saudita, y sirvió como la capital de la primera dinastía saudita desde 1744 a 1818, que estableció aquí el conocido como primer Estado saudí o emirato de Diriyah. Hoy en día, la ciudad es la sede de la gobernación de Diriyah, que también incluye las aldeas de Uyayna, Jubayla y Al-Ammariyyah, entre otros, y es parte de la provincia de Ar Riyad.
Algunas de las estructuras históricas de la ciudad vieja incluyen el palacio de Salwa, el palacio de Saad bin Saud, los baños de Turaif, y la mezquita del imán Mohammad bin Saud.
- El palacio de Salwa fue la residencia y la primera casa de los príncipes Al Saud y los imanes durante el primer Estado saudita. Es considerado el mayor palacio del lugar, con cuatro pisos de altura.[1] Se compone de cinco partes principales construidas en diferentes períodos consecutivos.

- El palacio Saad bin Saud es uno de los palacios más grandes del lugar, y famoso por su patio, que fue utilizado como establo. El palacio tiene dos pisos de altura.

- La Casa de invitados y los baños Al-Turaif[2] La Casa de invitados es un edificio tradicional, y se compone de una serie de pequeños patios rodeados de habitaciones. Los baños son famosos por sus diferentes estilos arquitectónicos y muestran cómo el edificio fue impermeabilizado mediante el uso de diferentes yesos. Tanto los baños como la Casa de invitados se abastecen de agua de un pozo en los uadis.

- La mezquita del imán Mohammad bin Saud fue construida durante el reinado del imán Muhámmad bin Saúd. El jeque Muhámmad ibn Abd-al-Wahhab utilizó la mezquita para dar lecciones sobre su movimiento reformado del islam. Se convirtió en un centro de educación religiosa, al cual los estudiantes viajaban desde todas partes de la península arábiga.